# Mesomima
Mesomima là một chi bướm đêm thuộc họ Geometridae.